# Kristian Ebbensgaard
Kristian Ebbensgaard (født 14. maj 1943 i Staby) er en dansk politiker fra partiet Venstre, der er tidligere amtsborgmester og tidligere formand for Amtsrådsforeningen.
Medlem af Køge Byråd fra 1974 til 1994, medlem af Roskilde Amtsråd fra 1982 til 2006, amtsborgmester i Roskilde Amt fra 1994 til 2006. Efter Strukturreformen blev Roskilde Amt en del af Region Sjælland, hvori han var regionsrådsformand frem til 2010.
Fra 2002 til 2006 var han formand for Amtsrådsforeningen og var således en frontfigur i økonomiforhandlingerne med regeringen, ligesom han spillede en stor rolle i sundhedsdebatten. Han blev organisationens sidste formand inden den blev omdannet til Danske Regioner. Før sin formandstid var han blandt andet formand for foreningens løn- og forhandlingsudvalg. 
2009 blev han Ridder af 1. grad af Dannebrog.
Han er i dag bl.a. medlem af bestyrelsen for University College Sjælland.